# Yasemin Can
Yasemin Can (née Vivian Jemutai le 11 décembre 1996 au Kenya) est une athlète turque, spécialiste du fond.

## Biographie
Elle a officiellement représenté le Kenya jusqu'au 25 mai 2015 sans jamais concourir pour son pays d'origine. Le 13 mars 2016, elle est éligible pour représenter la Turquie lors des compétitions internationales.
À seulement 19 ans, Can devient championne d'Europe à Amsterdam en battant le record d'Europe des moins de 23 ans sur 10 000 m. Son précédent record était de 31 min 30 s 58. Lors du Golden Gala 2016, le 2 juin, elle avait porté son record sur 5 000 m à 14 min 37 s 61, meilleure performance européenne de l'année.
Le 20 mai 2017, elle remporte le 10 000 m des Jeux de la solidarité islamique, après avoir décroché l'argent sur le 5 000 m derrière Ruth Jebet.

## Palmarès
| Date | Compétition                            | Lieu           | Résultat | Épreuve       | Temps           |
| ---- | -------------------------------------- | -------------- | -------- | ------------- | --------------- |
| 2016 | Championnats d'Europe                  | Amsterdam      | 1re      | 5 000 m       | 15 min 18 s 15  |
| 2016 | Championnats d'Europe                  | Amsterdam      | 1re      | 10 000 m      | 31 min 12 s 86  |
| 2016 | Jeux olympiques                        | Rio de Janeiro | 6e       | 5 000 m       | 14 min 56 s 96  |
| 2016 | Jeux olympiques                        | Rio de Janeiro | 7e       | 10 000 m      | 30 min 26 s 41  |
| 2016 | Championnats d'Europe de cross-country | Chia           | 1re      | Cross-country | 24 min 46 s     |
| 2017 | Championnats d'Europe en salle         | Belgrade       | 2e       | 3 000 m       | 8 min 43 s 46   |
| 2017 | Jeux de la solidarité islamique        | Bakou          | 2e       | 5 000 m       | 14 min 53 s 41  |
| 2017 | Jeux de la solidarité islamique        | Bakou          | 1re      | 10 000 m      | 31 min 18 s 206 |
| 2017 | Championnats d'Europe espoirs          | Bydgoszcz      | 1re      | 10 000 m      | 31 min 39 s 80  |
| 2017 | Championnats d'Europe espoirs          | Bydgoszcz      | 1re      | 5 000 m       | 15 min 01 s 67  |
| 2017 | Championnats du monde                  | Londres        | 11e      | 10 000 m      | 31 min 35 s 48  |
| 2017 | Championnats d'Europe de cross-country | Šamorín        | 1re      | Individuel    | 26 min 84 s     |
| 2017 | Championnats d'Europe de cross-country | Šamorín        | 3e       | Par équipes   |                 |
| 2018 | Championnats d'Europe                  | Berlin         | 3e       | 5 000 m       | 14 min 57 s 63  |
| 2018 | Championnats d'Europe                  | Berlin         | 5e       | 10 000 m      | 32 min 34 s 34  |
| 2018 | Championnats d'Europe de cross-country | Tilburg        | 1re      | Cross-country | 26 min 5 s      |
| 2019 | Championnats d'Europe de cross-country | Lisbonne       | 1re      | Cross-country | 26 min 52 s     |
| 2021 | Jeux olympiques                        | Tokyo          | 8e       | 5 000 m       | 14 min 46 s 49  |
| 2021 | Jeux olympiques                        | Tokyo          | 11e      | 10 000 m      | 31 min 10 s 05  |
| 2022 | Jeux méditerranéens                    | Oran           | 1re      | 5 000 m       | 15 min 23 s 47  |
| 2022 | Championnats d'Europe                  | Munich         | 2e       | 5 000 m       | 14 min 56 s 91  |
| 2022 | Championnats d'Europe                  | Munich         | 1re      | 10 000 m      | 30 min 32 s 57  |
| 2023 | Championnats d'Europe en salle         | Istanbul       | —        | 3 000 m       | DNF             |
| 2024 | Championnats des Balkans d'athlétisme  | Izmir          | 3e       | 5 000 m       | 15 min 46 s 45  |
| 2024 | Championnats d'Europe de cross-country | Antalya        | 3e       | Individuel    | 26 min 1 s      |

## Records
| Épreuve       | Performance         | Lieu           | Date            |
| ------------- | ------------------- | -------------- | --------------- |
| 5 000 m       | 14 min 37 s 61      | Rome           | 2 juin 2016     |
| 10 000 m      | 30 min 26 s 41      | Rio de Janeiro | 12 août 2016    |
| Semi-marathon | 1 h 6 min 20 s (RN) | Gdynia         | 17 octobre 2020 |